# Lathyidae
Famille
Les Lathyidae sont une famille d'araignées aranéomorphes.

## Distribution
Les espèces de cette famille se rencontrent en Asie, en Europe, en Amérique du Nord et en Afrique.

## Liste des genres
Selon World Spider Catalog (version 26, 11/07/2025) :
- Afrolathys Cala-Riquelme, Al-Jamal & Esposito, 2025
- Analtella Denis, 1947
- Andronova Cala-Riquelme, Montana, Esposito, 2025
- Asialathys Cala-Riquelme & Crews, 2025
- Bannaella Zhang & Li, 2011
- Denticulathys Cala-Riquelme, Al-Jamal & Crews, 2025
- Langlibaitiao Lin & Li, 2024
- Lathys Simon, 1885
- Scotolathys Simon, 1885
- Tolokonniella Cala-Riquelme, Crews & Esposito, 2025

## Systématique et taxinomie
Cette famille a été décrite par Cala-Riquelme, Montana, Crews et Esposito en 2025.
Cette famille rassemble 58 espèces dans dix genres.

## Publication originale
- Montana, Cala-Riquelme, Crews, Gorneau, Al-Jamal, Alequín, Spagna, Ballarin & Esposito, 2025 : « Tailor's drawer no more: a reappraisal of the spider family Dictynidae O. Pickard-Cambridge, 1871 sensu lato. » Zoological Journal of the Linnean Society, vol. 204, no 2, zlaf007, p. 1-97.